# 隗炤
隗炤（?—?），晋朝汝阴郡（今安徽省阜阳市）人。
隗炤善于卜筮，精于《易经》。临终以书版给了妻子，说自己死后，家穷不要卖房子。五年后有龚姓之人带着金子来，可给他看此版求金。五年后，龚姓人到了，妻子给他书版求金。龚姓出蓍占筮，答道：你丈夫藏金，知道我善于《易经》，故以书版寓意，金子在堂屋东头地下九尺。掘开，得金五百。后以“隗炤版”用作藏金的典故。

## 延伸阅读
[在维基数据编辑]
 《晉書·卷095》，出自房玄齡《晉書》